# Catégorisation des races de chiens dits dangereux en France
Les chiens de première et de deuxième catégories, appartenant aux chiens dits « susceptibles d'être dangereux », font l'objet d'une réglementation spécifique concernant leur détention en France.

## Histoire
Les médias de plusieurs pays relaient dans les années 1990 le fait que certains chiens assimilés à des molosses seraient responsables de blessures mortelles et utilisés par des trafiquants de drogues.
La catégorisation de races de chiens susceptibles d'être dangereux est créée par la loi du 6 janvier 1999, à la suite du rapport Georges Sarre. Les spécialistes du comportement canins ne sont pas consultés pour l'élaboration de cette législation, qui se base sur de conceptions morphopsychologiques, inspirées des théories de criminologie humaine de Cesare Lombroso, dont l'aspect scientifique n'est pas démontré,.
Le premier décès provoqué par un chien dit pitbull en France a lieu en 2003.

## Législation

### Chiens concernés
Les chiens de première catégorie, également nommés « chiens d'attaque », sont des chiens issus de croisements dont l'aspect physique les assimile aux races de type American Staffordshire Terrier, Mastiff et Tosa. Les chiens de seconde catégorie, ou « chiens de garde et de défense », désignent les chiens appartenant aux races American Staffordshire Terrier, Rottweiler et Tosa, ainsi que les chiens issus de croisement et assimilables à la race Rottweiler.
L'appartenance d'un chien à la première catégorie fait l'objet d'une diagnose par un vétérinaire. Cette diagnose peut avoir lieu à partir des huit mois du chien, mais pas avant. Suivant l'évolution de la morphologie du chien, le vétérinaire est susceptible de réviser le statut du chien par la suite.
La catégorisation ne concerne pas les chiens mordeurs ou jugés dangereux par le maire ou le préfet.

### Obligations légales
Les chiens de première et deuxième catégories doivent obligatoirement être identifiés, vaccinés contre la rage, et avoir subi une évaluation comportementale. Leur propriétaire doit détenir une assurance responsabilité civile, être en possession d'un permis de détention ainsi que d'une attestation d'aptitude.
Les chiens de première catégorie doivent obligatoirement être stérilisés, ils n'ont pas le droit d'accéder aux lieux publics, aux locaux ouverts au public ni aux transports en commun, et sont interdits de voyage en avion. Leur acquisition et cession sont interdites, de même que leur importation en France. Comme pour les chiens de seconde catégorie, ils ont cependant le droit d'accéder à la voie publique, à condition d'être muselés et tenus en laisse par une personne majeure.
Les chiens de seconde catégorie peuvent être cédés, à titre gratuit ou non, si la cession est accompagnée d'un document qui indique sa catégorie. Leur stérilisation n'est pas obligatoire, et leur importation en France est légale. Ils ont le droit d'accéder aux lieux publics et ouvert au public ainsi qu'aux transports en commun. Il leur est possible de voyager en avion via Air France ou les vols de fret.

#### Permis de détention
Le permis de détention d'un chien de première ou de seconde catégorie est délivré par la mairie du lieu de résidence. Le propriétaire de l'animal concerné doit disposer de son attestation d'aptitude et l'animal doit avoir passé son évaluation comportementale ou avoir un document provisoire s'il a moins de 8 mois. Il est également nécessaire de présenter les papiers d'identification du chien, la preuve de la validité de son vaccin antirabique et une attestation d'assurance. S'il s'agit d'un chien de première catégorie, le certificat de stérilisation doit également être fourni. Le permis de détention est à retirer en mairie, sauf à Paris où il s'agit de la préfecture de police.

#### Attestation d'aptitude
L'attestation d'aptitude sanctionne le suivi d'une formation de sept heures dispensée par des formateurs agréés,. La formation porte sur la connaissance des chiens, le comportement canin, les comportements agressifs et leur prévention et comporte des situations de mise en pratique.

#### Évaluation comportementale
L'évaluation comportementale est effectuée par un vétérinaire évaluateur agréé, entre les 8 et 12 mois du chien, qui doit être identifié. Son coût est à la charge du propriétaire. Le praticien est chargé d'évaluer sur une échelle de 1 à 4 le degré probable de dangerosité de l'animal. Il fournir les conclusions de son rapport à la plateforme I-CAD. ainsi qu'à la mairie du lieu de résidence du propriétaire de l'animal et à ce dernier.

### Sanctions
En cas de non-respect de ses obligations, le propriétaire de l'animal s'expose à une amende de 750 €, et parfois à une peine de prison.

### Divers
La détention d'un animal de première catégorie peut être interdite dans certains logements, par le contrat de location ou bien par le règlement de copropriété.

## Critiques
Selon le vétérinaire et expert judiciaire Christian Diaz, « l’arrêté du 27 avril 1999 est une combinaison de délire administratif et d’incompétence cynophilique » en assimilant notamment des races qui n'ont pas de caractéristiques morphologiques comparables. Selon Emmanuel Tasse, président d’honneur du club français de l'American staffordshire terrier et opposé à la catégorisation des chiens, cette loi engendrerait un faux sentiment de sécurité, tandis que l'évaluation comportementale ne serait pas justifiée. Selon une étude menée sur 600 individus par le collectif contre la catégorisation des chiens, 98 % des chiens catégorisés dangereux ne présentent pas de risque aggravé de dangerosité lors de l’évaluation comportementale.
L'application de cette législation présente des difficultés pour les vétérinaires, en raison de textes parfois incohérents concernant les critères de catégorisation. Ainsi, le Staffordshire Terrier mentionné dans la législation ne correspond à aucune race reconnue par la Fédération cynologique internationale, tout comme le Pitbull. Ce dernier n'est selon les caractéristiques morphologiques décrits dans cette loi pas assimilable à un American Staffordshire Terrier sur de nombreux points (taille, proportions corporelles), et selon Christian Diaz, ni l'American Staffordshire Terrier ni le Staffordshire bull terrier (« staffie ») ne devraient être concernés par cette loi, en raison de leurs morphologie qui ne correspond pas non plus aux critères de catégorisation cités dans la loi. Cependant, une diagnose peut être conseillée à leurs propriétaires pour le confirmer.